# Gangotri-gleccser
A Gangotri-gleccser az észak-indiai Uttarakhand államban, a kínai határhoz közel található gleccser, amely a Gangeszt táplálja.

## Gangotri-gleccser visszahúzódása
A NASA, a USGS és a NSIDC tudósai együttesen tanulmányozzák a Gangotri-gleccser történetét. Jelenleg 30,2 km hosszú és 0,5–2,5 km széles. Az elmúlt 25 évben több, mint 850 métert húzódott vissza.